# Protéinémie
La protéinémie est la mesure des protéines totales dans le sérum.

## Valeur Normale
- Valeur normale de protéinémie : 64 - 82 g/L

À elle seule, elle n'a que peu d'intérêt, sauf si elle est combinée à une électrophorèse des protéines :
- albumine : une baisse est pathologique.
- globulines : 
  - alpha-1-globulines :
  - alpha-2-globulines :
  - bêtaglobulines :
  - gamma-globulines :

## Valeurs pathologiques

### Hypoprotéinémie
L'hypoprotéinémie est observée au cours des maladies hépatiques telles que les cirrhoses ou les hépatites grave (le foie n'arrivant plus à synthétiser une quantité suffisante de protéine), les syndromes néphrotiques, les brûlures étendues, les états de dénutrition.

### Hyperprotéinémie
L'hyperprotéinémie peut s'observer lors de déshydratations importantes (il y a alors une hémoconcentration de protéines), le diabète insipide, certaines maladies générales, produisant une quantité importante de protéines, souvent anormale, les myélomes, ou la maladie de Waldenström.